# Grypocentrus basalis
Grypocentrus basalis là một loài tò vò trong họ Ichneumonidae.